# Estação Catedral
A Estação Catedral é uma das estações do Metro de Buenos Aires, situada em Buenos Aires, seguida da Estação 9 de Julio. É uma das estações terminais da Linha D e faz integração com a Linha A através da Estação Perú e com a Linha E através da Estação Bolívar.
Foi inaugurada em 03 de junho de 1937. Localiza-se no cruzamento da Avenida Presidente Roque Sáenz Peña com a Avenida Rivadavia. Atende o bairro de San Nicolás.